# Stephan Grosse-Grollmann
Stephan Grosse-Grollmann (* 1956 in Bamberg) ist ein deutscher Filmemacher und war von 1996 bis 2020 Stadtrat in Nürnberg.

## Leben und Schaffen
Stephan Grosse-Grollmann wurde als Sohn eines Arztes in Bamberg geboren und beschäftigte sich seit seinem 14. Lebensjahr mit Filmkunst, Fotografie und Malerei. Für sein Studium an der Akademie der bildenden Künste zog er nach Nürnberg um, wo sich seitdem sein Lebensmittelpunkt befindet. Zu seinen Aktivitäten innerhalb der Nürnberger Kulturszene gehört die Gründung des Filmbüros Franken, die Erarbeitung eines Konzeptes für ein Filmhaus Nürnberg,  die Tätigkeit als Dozent für Filmkunst am Bildungszentrum sowie die Mitarbeit im Kunstverein Hintere Cramergasse und Kino im Komm.
1989 war er Mitbegründer der kommunalen Wählergemeinschaft Die Guten, welche er seit 1996 ununterbrochen im Nürnberger Stadtrat vertritt. Mit seinen experimentellen Kurzfilmen besucht Grosse-Grollmann nationale und internationale Festivals, u. a. in Bamberg, Dresden, San Roque und Neuchâtel; im Großraum Nürnberg finden seit 2014 regelmäßig von ihm mitgestaltete Multimediainszenierungen in Kulturzentren statt. In früheren Jahrzehnten war er mit der kulturellen Um- und Zwischennutzung aufgelassener Industrie- und Kasernengebäude betraut, im Stadtrat engagiert er sich vor allem für umweltfreundliche Verkehrskonzepte wie z. B. den Ausbau des Radwegenetzes.

## Filmografie (Auswahl)
- 1985: Die Stadt schluckt das Dorf Glaishammer[3]
- 1977/2015: Radfahrn,[4] 4 Min.
- 2014: Steherrennen,[5] 4' 30", 8 mm
- 2014: Fron,[6] 9' 30", 8 mm
- 2015: Zeit11[7] 14' 30", 8 mm
- 2016: Korb,[8] 2' 30", super 8
- 2016: Kusttram,[9] 5 Min., super 8

## Inszenierungen
- 2014: Grosse-Grollmann & Schwab: Projektionen,[10] Filme, Töne, Mehrfachprojektionen im Kunst- und Kurhaus Katana in Nürnberg
- 2016: Take A Ride Into The Life Of Thomas Alva Edison, Musik-Filmprojekt von Buddy & the Huddle im Künstlerhaus Nürnberg unter filmischer Beteiligung von u. a. Stephan Grosse-Grollmann
- 2017: Subkulturelle Rückprojektionen,[11] K4 Künstlerhaus in Nürnberg
- 2017: Psychedelische Rückprojektionen,[12] Multimediashow unter Mitwirkung von Stephan Grosse-Grollmann, Andreas Schwab und Philipp Noll im Kulturort Badstraße 8[13] in Fürth

## Wettbewerbsteilnahmen
- 2014: Kurzfilmtage Oberhausen (mit Steherrennen)[11]
- 2016: Open Air Filmfest Weiterstadt (mit Korb)[11]
- 2016: Muestra de Cine in San Roque (mit Korb und Kusttram)[11]
- 2017: Dresdner Schmalfilmtage (mit Zeit16)[11]
- 2017: Bamberger Kurzfilmtage (mit Zeit16 und Radfahrn)[11]
- 2017: Open Air Filmfest Weiterstadt (mit Radfahrn)[11]
- 2017: Muestra de Cine in San Roque (mit Blaue Stunde)[11]
- 2017: Neuchâtel Super 8 Film Festival (mit Voisinage d’un Jardin)[14][11]